# The Underground Comedy Movie
Pour plus de détails, voir Fiche technique et Distribution.
The Underground Comedy Movie est un film américain de Vince Offer, sorti en 1999.

## Fiche technique
- Titre français : The Underground Comedy Movie
- Réalisation : Vince Offer
- Scénario : Vince Offer et Dante
- Photographie : Michael Hofstein
- Musique : Danny Rotter et David Rotter
- Production : Jeff Jaeger, Maria Levin et Mark Shlomi
- Pays d'origine : États-Unis
- Format : Couleurs
- Genre : comédie
- Date de sortie : 1999

## Distribution
- Barbara Snellenburg
- Rebekah Chaney
- Gloria Sperling : Vieille femme
- Chris Watson : Rhymer
- Vince Offer : Batman / Fetus Salesman / JJ Cool / Flirty Harry / Vincenzo Bulafungu
- Karen Black : Mère
- Mongo Brownlee : Black Juror
- Brian Van Holt : Lifeguard
- Michael Clarke Duncan : Gay Virgin
- Slash : Miss America Bag Lade Pageant Host
- Gena Lee Nolin : Marylin
- Cathy Jones : Rachel
- Dante
- Joanna Krupa